# Bileavți, Brodî
Bileavți (în ucraineană Білявці) este un sat în comuna Șnîriv din raionul Brodî, regiunea Liov, Ucraina.

## Demografie
Componența lingvistică a localității Bileavți
     Ucraineană (99,8%)
     Alte limbi (0,2%)
Conform recensământului din 2001, majoritatea populației localității Bileavți era vorbitoare de ucraineană (99,8%), existând în minoritate și vorbitori de alte limbi.